# Kuurne-Bruxelles-Kuurne 1959
La Kuurne-Bruxelles-Kuurne 1959, quindicesima edizione della corsa, si svolse l'8 marzo su un percorso con partenza e arrivo a Kuurne. Fu vinta dal belga Gentiel Saelens della squadra Flandria-Dr. Mann davanti ai connazionali Arthur Decabooter e Maurice Meuleman.

## Ordine d'arrivo (Top 10)
| Pos. | Corridore               | Squadra                  | Tempo    |
| ---- | ----------------------- | ------------------------ | -------- |
| 1    | Gentiel Saelens         | Flandria-Dr. Mann        | 5h15'00" |
| 2    | Arthur Decabooter       | Groene Leeuw-Sinalco-SAS | s.t.     |
| 3    | Maurice Meuleman        | Peugeot-BP-Dunlop        | s.t.     |
| 4    | Camille Huyghe          | Liberia-Hutchinson       | s.t.     |
| 5    | André Noyelle           | Bertin-Milremo-The Dura  | s.t.     |
| 6    | Jules Van Ryssel        | Flandria-Dr. Mann        | s.t.     |
| 7    | Liévin Troch            | Dossche Sport            | s.t.     |
| 8    | Calixte Van Steenbrugge | De Visscher Sport        | s.t.     |
| 9    | Marcel Rijckaert        | Ghigi-Ganna              | s.t.     |
| 10   | Jan Zagers              | Libertas-Eura Drinks     | s.t.     |